# Bengt-Erik Grahn
Bengt-Erik Grahn (* 30. April 1941 in Dikanäs, Västerbottens län; † 21. November 2019) war ein schwedischer Skirennläufer.

## Biografie
Grahn nahm an den Olympischen Winterspielen 1964 in Innsbruck teil und wurde 31. in der Abfahrt; im Riesenslalom und im Slalom kam er nicht in die Wertung. Bei den Weltmeisterschaften 1966 im chilenischen Portillo belegte er im Riesenslalom Platz 26. Im Slalom lag er nach dem ersten Lauf mit 1,71 s Vorsprung auf den Franzosen Guy Périllat in Führung, schied jedoch im zweiten Durchgang kurz vor dem Ziel aus.
Eine erste besondere Erwähnung wurde ihm beim Lauberhorn-Slalom in Wengen vom 10. Januar 1960 zuteil, als er mit Start-Nr. 69 (mit exakt drei Sekunden Rückstand auf Sieger Mathias Leitner) Sechster wurde. Ein erster größerer Erfolg datiert vom 10. Januar 1965, als er (wiederum) beim Lauberhorn-Slalom Rang 3 belegte. Grahn gewann sowohl 1965 als auch 1966 den Slalom beim Kriterium des ersten Schnees in Val-d’Isère, wobei sein erster Sieg (nach vorheriger Disqualifikation, wodurch Jean-Claude Killy zunächst als Sieger galt) erst einige Stunden später feststand. 1966 wurde er überdies Zweiter in der Kombination. Grahn gewann am 22. Januar 1967, als er beim Slalom in Kitzbühel hinter Jean-Claude Killy auf Rang zwei fuhr, seine ersten Weltcuppunkte. Danach platzierte er sich nur noch zweimal als Slalomzehnter in den Weltcuprängen. Von 1961 bis 1971 wurde er siebenmal schwedischer Meister – dreimal im Slalom, dreimal im Riesenslalom und einmal in der Abfahrt. Nach seiner Skikarriere arbeitete Grahn als Sportlehrer.